# Hadrosaure
L'hadrosaure (Hadrosaurus) és un gènere de dinosaure hadrosàurid dubtós.
Existeix un hadrosaure català: el Pararhabdodon isonensis, localitzat a la Conca Dellà, sobretot als termes municipals d'Abella de la Conca i Isona i Conca Dellà.